# Mahniči
Mahniči so naselje v Občini Sežana.

## Galerija
- Opuščeni most čez Rašo
- Cerkvica sv. Antona
- Dolina Raše